# Kodeks Watykański Gr. 354
Codex Vaticanus Gr. 354, oznaczany symbolami S albo 028 (Gregory-Aland), ε 89 (von Soden) – grecki kodeks majuskułowy Nowego Testamentu zawierający tekst czterech Ewangelii. Kolofon kodeksu informuje, że rękopis powstał w 949 roku, a sporządzony został przez mnicha o imieniu Michał. Ten rękopis jest jednym z najstarszych posiadających datę greckich rękopisów Nowego Testamentu i zarazem jedynym odatowanym przez skrybę kodeksem majuskułowym.
Rękopis był często cytowany w XIX-wiecznych wydaniach Nowego Testamentu. Dzisiaj jego tekst nie jest wysoko oceniany przez krytyków tekstu i w efekcie jest rzadko cytowany we współczesnych krytycznych wydaniach greckiego Nowego Testamentu. Rękopis cytuje zaginiony fragment dzieła Klemensa Aleksandryjskiego – Hypotyposes. Rękopis został przystosowany do użytku liturgicznego.

## Opis

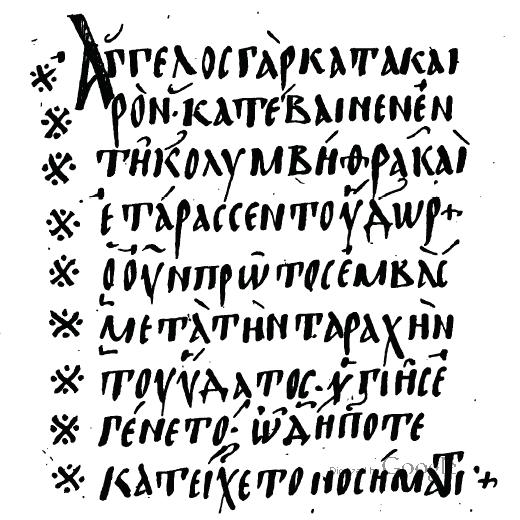
Tekst Jana 5,4 oznakowany asteryskiem

Kodeks zawiera 235 pergaminowych kart (36 na 24 cm), z pełnym tekstem czterech Ewangelii. Pisany jest w dwie kolumny na stronę, 27 linii w kolumnie , 15-17 liter w linii. Pergamin jest gruby, atrament wyblakły i zachował się w słabym stanie. Tekst pisany jest wielką, ściśniętą, lekko pochyloną, późną uncjałą. Litery mają wysokość 4 milimetrów, ich kształt przypomina cyrylicę. Stosuje przydechy, akcenty i znaki muzyczne (neumy). Nagłówki i inicjały są zdobione, wielkie inicjały są w kolorze czerwonym. Znaki interpunkcyjne oddawane są przy pomocy kropki oraz krzyżyka.
Jest jednym z najstarszych kodeksów zawierających znaki muzyczne (neumy). Kodeks zawiera Epistula ad Carpianum (list Euzebiusza do Karpiana), noty marginalne, podaje liczbę stichoi na końcu każdej Ewangelii (w subscriptio). Każda z Ewangelii poprzedzona została krótkim wstępem (Hypotesis). Noty marginalne zostały dodane przez późniejszych korektorów i mają charakter zarówno patrystyczny, jak i tekstualny . Na folio 30 recto na prawym marginesie zamieszczono cytat z Hypotyposes Klemensa Aleksandryjskiego. Zacytowany fragment dotyczy trędowatego z Mt 8,2, pisany jest niewielką uncjałą .
Tekst ewangeliczny dzielony jest według dwóch systemów. Pierwszy system dzieli według dłuższych jednostek, zwanych κεφαλαια (rozdziały), których numery umieszczone zostały na bocznych marginesach tekstu, a τιτλοι (tytuły rozdziałów) w górnym marginesie. Przed każdą Ewangelią umieszczono listę owych κεφαλαια (spis treści). Tekst dzielony jest także według krótszych jednostek, Sekcji Ammoniusza, których numery umieszczono na marginesie wraz z odniesieniami do Kanonów Euzebiusza (pisane pod numerami Sekcji Ammoniusza). Ponadto na marginesie oznaczone zostały teksty wykorzystywane do czytań liturgicznych.
Zawiera wiele korekt i not marginalnych zazwyczaj dodanych przez późniejszą rękę.
Posiada scholion przy Mt 27,16 komentujący imię Barabasza.

## Tekst

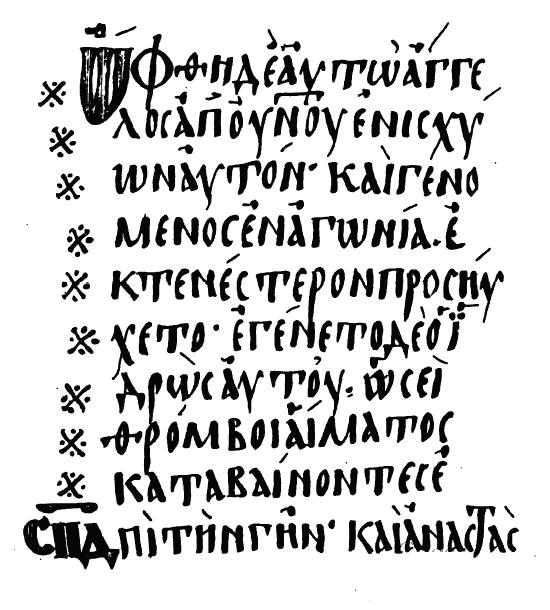
Tekst Łk 22,43-44 oznakowany asteryskiem

Tekst kodeksu reprezentuje bizantyńską tradycję tekstualną, jest bliski dla kodeksów V i W, z którymi współtworzy rodzinę tekstualną E . Hermann von Soden oznaczył ja przy pomocy symbolu K1, jego zdaniem jest to jedna z najstarszych podrodzin tekstu bizantyńskiego.
Kurt Aland dał mu następujący profil tekstualny: 2061 1051/2 42 12S. Oznacza to, że według Alanda rękopis 206 razy wspiera tekst bizantyński przeciwko oryginalnemu, 4 razy wspiera tekst oryginalny przeciwko bizantyńskiemu, 105 razy jest zgodny zarówno z tekstem bizantyńskim i oryginalnym, ponadto posiada 12 sobie właściwych wariantów tekstowych. W oparciu o ten profil tekst rękopisu zaliczony został do Kategorii V, tj. kategorii o najniższej wartości tekstualnej. Zostało to potwierdzone przez Claremont Profile Method, tj. metodę wielokrotnych wariantów, według której przekazuje standardowy tekst bizantyński zgodny z rodziną tekstualną Kx. Metodą tą przebadano jednak tylko trzy rozdziały Ewangelii Łukasza (1; 10; 20).
Teksty Łk 22,43.44 (krwawy pot Jezusa); Jan 7,53-8,11 (Pericope adulterae) i Jan 5,4 (anioł poruszający wodę w sadzawce Betesda) oznakowane zostały asteryskiem (※) jako wątpliwe.

## Historia

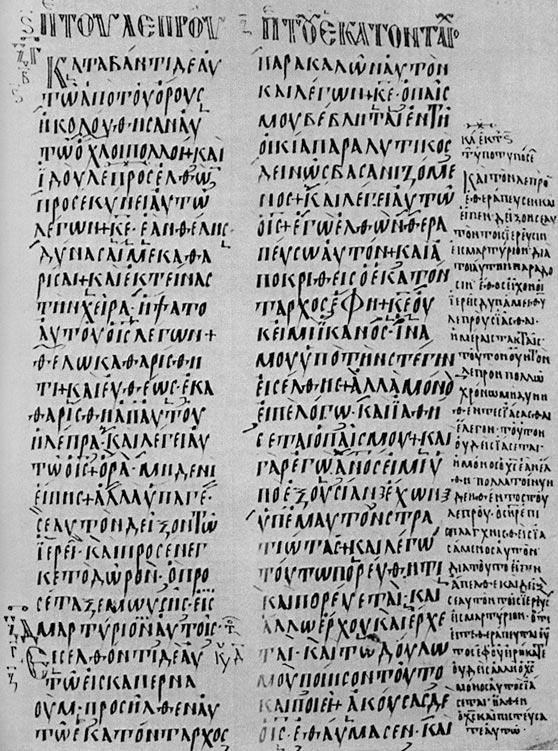
Strona kodeksu z tekstem Mt 8,1-10 i Hypotyposes

Według kolofonu rękopis został sporządzony przez skrybę imieniem Michał, mnicha, który ukończył swoje dzieło „w miesiącu marcu, piątego dnia, o szóstej godzinie, roku 6457”. Rok 6457 dotyczy bizantyjskiego kalendarza i oznacza rok 949 od urodzenia Chrystusa. To powoduje, że rękopis jest najstarszym posiadającym datę majuskułowym rękopisem Nowego Testamentu i jednym z czterech najstarszych rękopisów Nowego Testamentu posiadających datę .
Pierwszy opis rękopisu sporządził Giuseppe Bianchini w 1749 roku, który skolacjonował niektóre partie rękopisu w oparciu o Textus receptus i dostarczył pierwszy wykaz wariantów rękopisu . W latach 1781–1783 tekst rękopisu skolacjonował Andreas Birch. Wydanie Bircha służyło biblistom przez kilka następnych dekad. Obaj jednak, Bianchini i Birch, kolacjonowali nieuważnie i rzadko zwracali uwagę na błędy ortograficzne. Tregelles oraz Tischendorf (w 1866) roku niezależnie od siebie poprawili błędy Bircha. Wykorzystane to zostało w ósmym wydaniu greckiego Nowego Testamentu Tischendorfa (Editio Octava Critica Maior). Ósme wydanie Tischendorfa często cytuje rękopis. W XX-wiecznych krytycznych wydaniach Nowego Testamentu był rzadziej cytowany. W 27 wydaniu Novum Testamentum Graece (NA27) zaliczony został do grupy rękopisów cytowanych w trzeciej kolejności.
Na listę rękopisów Nowego Testamentu wciągnął go Johann Jakob Griesbach, który nadał mu siglum S. Griesbach korzystał z wydania Bircha. W roku 1908 Gregory nadał mu siglum 028.
Faksymile kodeksu wydał Andreas Birch w 1801 roku, Edward Maunde Thompson 1912 roku. William Hatch wydał jedną stronę kodeksu metodą faksymile. Jedną stronę kodeksu wydał również Bruce M. Metzger.
W 1904 roku Giovanni Mercati opublikował pracę na temat cytowanego przez rękopis fragmentu Hypotyposes, zaginionego dzieła Klemensa Aleksandryjskiego, zachowanego do naszych czasów jedynie w kilku patrystycznych cytatach. Dzieło to zajmuje się krytyką tekstu Nowego Testamentu .
Kodeks przechowywany jest w Bibliotece Watykańskiej (Graecus 354) .